# Bukowiec (powiat bieszczadzki)
Bukowiec – była, opuszczona wieś w Polsce, położona w dolinie Górnego Sanu, pomiędzy Tarnawą Niżną i Wyżną, Sokolikami Górskimi a Beniową, w województwie podkarpackim,  powiecie bieszczadzkim, gminie Lutowiska, na granicy Bieszczadzkiego Parku Narodowego i Parku Krajobrazowego Doliny Sanu. Mimo to miejscowość figuruje jako wieś w rejestrze TERYT. Podlega sołectwu Stuposiany.
W latach 1975–1998 miejscowość należała administracyjnie do województwa krośnieńskiego.

## Historia
Wieś została lokowana w 1580 na prawie wołoskim i stanowiła początkowo własność Kmitów. W 1709 została doszczętnie zniszczona przez Szwedów i już nie osiągnęła dawnej świetności. Mieszkańcy zajmowali się głównie gospodarką pasterską na okolicznych połoninach. W latach 30. XX w. działała tu ukraińska spółdzielnia "Halicz". Istniały zakłady takie jak: Potasznia, gdzie produkowano potaż używany do wyrobu mydła i szkła (kadź z Potaszni leży na skrzyżowaniu dróg za parkingiem w Bukowcu), tartak wodny w rejonie Sanu, tartak wodny nad potokiem w górnej części wsi, 2 karczmy, beczkarnia - zakład produkujący beczki, który zatrudniał około 500 osób, piekarnia. Wspomina się także o browarze, ale nie są to potwierdzone informacje. Ponadto funkcjonowały młyny. Na początku XX w. prawdopodobnie przy beczkarni istniała elektrownia wodna. Księgi metrykalne nie posiadają adnotacji o właścicielach katolikach, co wskazuje, że tutejsze zakłady prowadzone były przez żydowskich przedsiębiorców.
Uległa wysiedleniu w ramach repatriacji ludności ukraińskiej do ZSRR 2 czerwca 1946, w rejon Stanisławowa i Tarnopola. Zabudowania wsi zostały spalone a pozostała zabudowa i infrastruktura została do 1956 zupełnie rozebrana. Ostatnie pozostałości po Bukowcu w latach 80. XX wieku zrekultywowano przy pomocy materiałów wybuchowych.
Drewniana greckokatolicka cerkiew pw. Objawienia Pańskiego z 1910 została spalona 2 czerwca 1946. Obecnie na terenie dawnej wsi można odszukać cmentarz, miejsce po cerkwi oraz cmentarz z I wojny światowej, na którym znajduje się 12 zbiorowych mogił.

## Demografia
W 1943 Bukowiec zamieszkiwały 529 osoby w 124 domach mieszkalnych.
Dane z 1921:
- 355 osób wyznania greckokatolickiego
- 9 wyznania mojżeszowego

## Trasa ścieżki dydaktycznej doliną górnego Sanu
Bukowiec – Beniowa

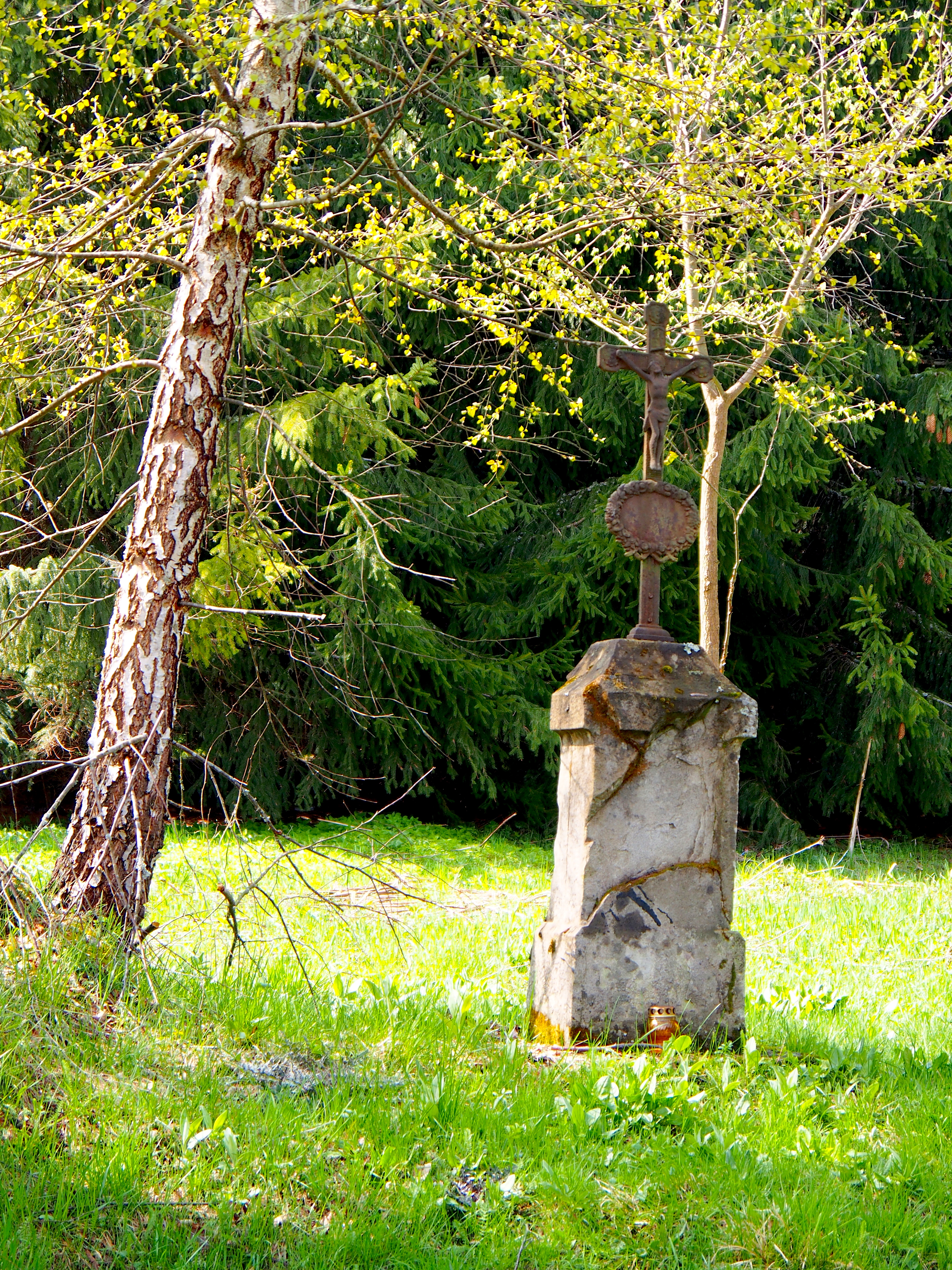
Pozostałość cmentarza we wsi Bukowiec
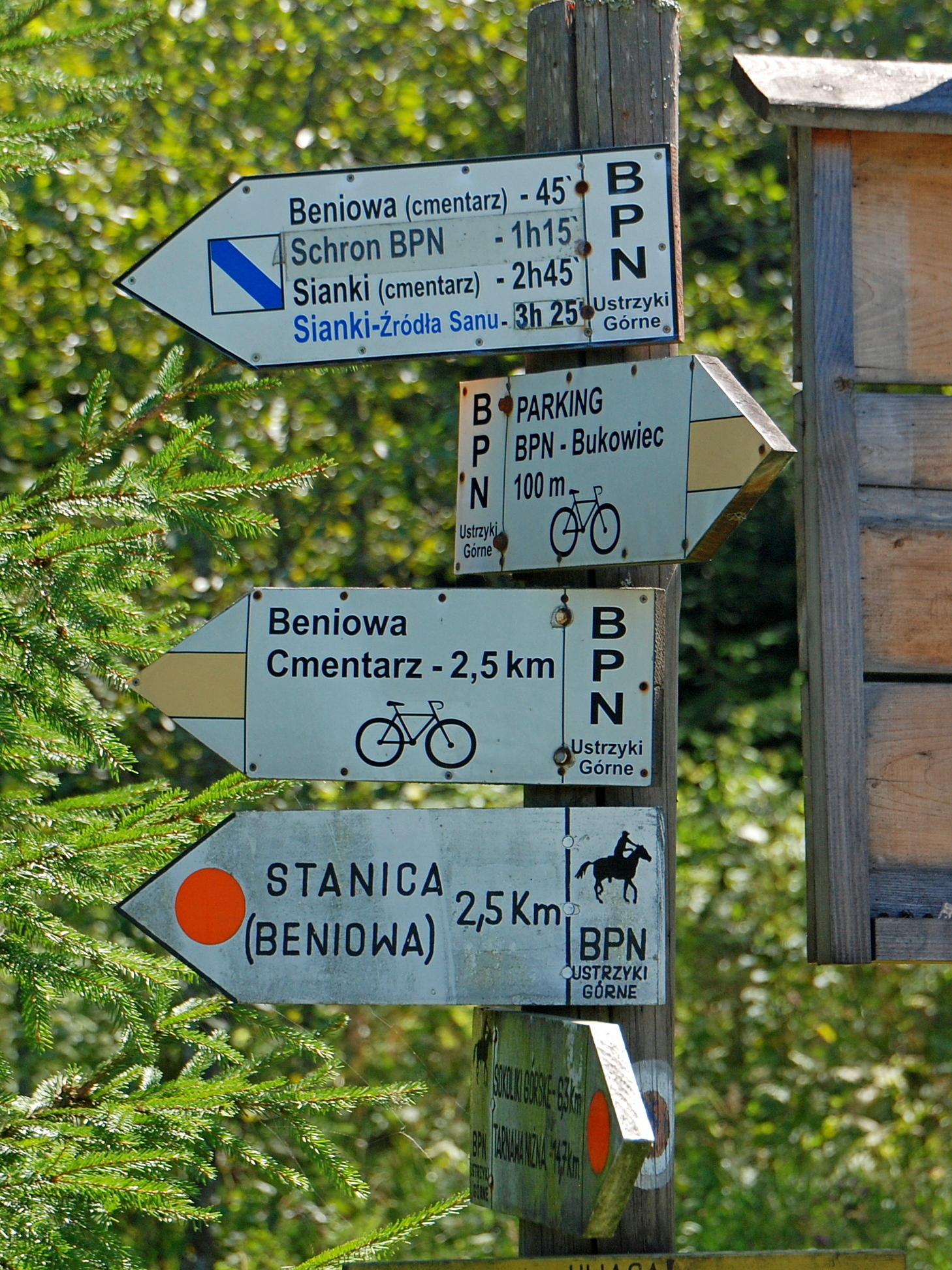
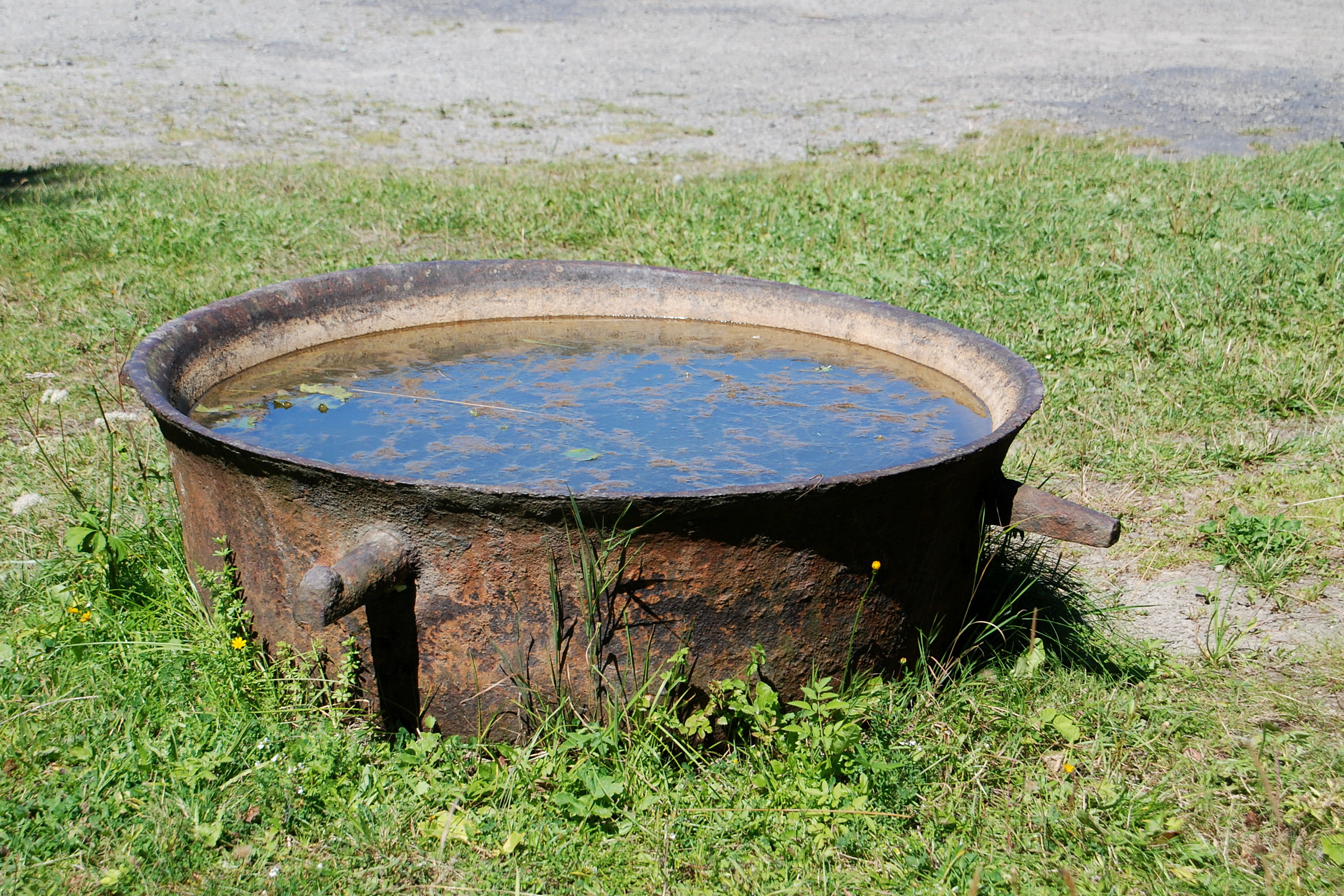
Kadź po dawnej potaszni